# Wasserkraftwerk Thiergarten
Das Wasserkraftwerk Thiergarten an der Donau liegt im Ortsteil Thiergarten der Gemeinde Beuron im Landkreis Sigmaringen in Baden-Württemberg. Es wurde 1912 errichtet und ist im Besitz der Bundeswehr. Der Betrieb erfolgt durch das Bundeswehr-Dienstleistungszentrum Stetten am kalten Markt.
Im Jahr 1910 verkaufte das Haus Fürstenberg das Eisenhüttenwerk Hammerschmiede mit Wehranlage, Kanal und Trinkwasserquelle an die Militärverwaltung. 1912 erfolgte der Bau des Elektrizitätswerks. Damaliger wie auch heutiger Zweck ist die Trinkwasserversorgung der militärischen Liegenschaften auf der Alb, des Lager Heuberg, der  Alb-Kaserne und des Truppenübungsplatzes, sowie die Erzeugung der dazu erforderlichen elektrischen Energie.